# Steinmonumente von Burgatia
Die Steinmonumente von Burgatia liegen/stehen im Townland Burgatia (irisch An Bhuirgéiseach) bei Ross Carbery im Süden des County Cork in Irland.

## Boulder Burial
Das Boulder Burial von Burgatia liegt auf der Südseite des Burgatia-Hügels, mit Blick auf die Ross Carbery Bay. Der eiförmige Felsbrocken hat 2,25 m Länge 1,75 m Breite und 1,4 m Dicke. Er ruht auf der Innenkante dreier flacher Tragsteine.

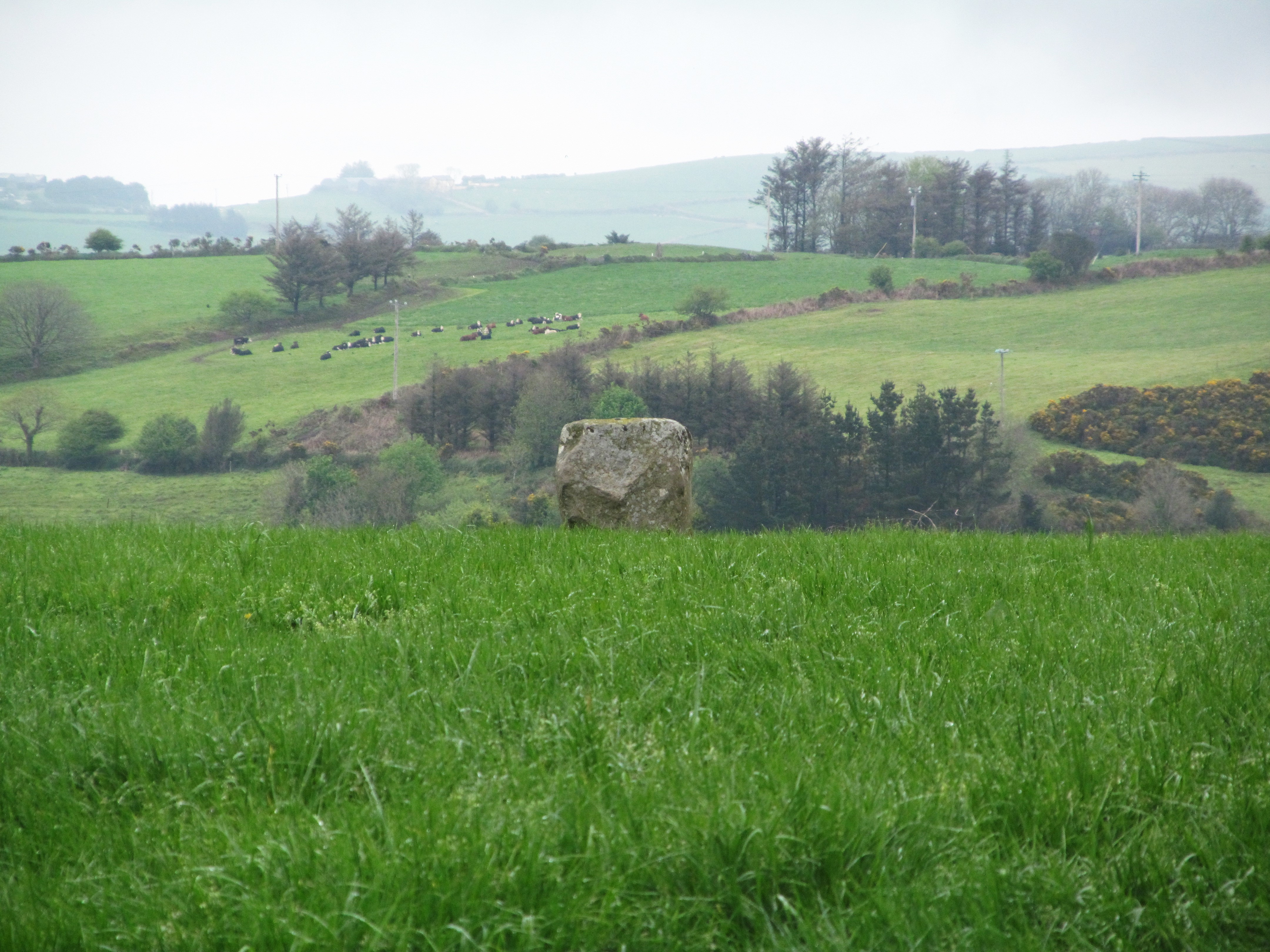
Menhir bei Ross Carbery

## Die Schalensteine
Der erste Menhir mit Schälchen (englisch cups) steht auf einer Weide an der N71 südlich von Ross Carbery. Er ist 1,98 m hoch, 1,43 m breit und 0,37 m dick und hat eine Spitze im Südwesten. Der rechteckige Stein trägt 24 Schälchen, darunter eine Cup-and-Ring-Markierung.
Der zweite Menhir mit Schälchen steht leicht geneigt südöstlich von Ross Carbery. Der Stein ist etwa 2,0 m hoch, 1,8 m breit und 0,8 m dick. Er trägt 56 Schälchen auf der Nordseite und zwei Cup-and-Ring Markierungen in der Nähe der Spitze.